# Skład pociągu
Skład pociągu – zestawione pojazdy kolejowe bez czynnego pojazdu trakcyjnego przygotowane do pociągu lub znajdujące się w nim.
Skład pociągu powinien według instrukcji Urzędu Transportu Kolejowego odpowiadać następującym warunkom:
- w składzie pociągu powinien znajdować się tylko taki tabor, który odpowiada warunkom przewozu tym pociągiem oraz włączony jest w przewód główny hamulca zespolonego,
- długość składu i jego masa nie mogą być większe niż ustalone dla danego pociągu kursującego na określonej linii kolejowej – odstępstwa dozwolone są za zgodą zarządcy infrastruktury,
- tabor powinien być zdatny do ruchu – tabor uszkodzony może być włączany do pociągów, jeżeli rodzaj uszkodzeń, według oznaczenia rewidenta taboru nie zagraża bezpieczeństwu ruchu,
- skład pociągu powinien być zestawiony zgodnie z planem zestawienia,
- rozmieszczenie wagonów z czynnymi hamulcami zespolonymi w składzie pociągu towarowego powinno być równomierne w stosunku do masy pociągu,
- ostatni wagon – a przy zmianie kierunku jazdy – również pierwszy, muszą mieć czynny hamulec zespolony,
- ostatni wagon powinien posiadać wsporniki do zakładania sygnału końca pociągu,
- tabor powinien być przepisowo sprzęgnięty,
- wagony w stanie próżnym powinny być czyste z wyjątkiem wagonów kierowanych do mycia lub dezynfekcji – wagony powinny być pozamykane i odpowiednio oznakowane nalepkami,
- drzwi wagonów powinny być zamknięte i zabezpieczone przed otwarciem – drzwi wagonów krytych w stanie próżnym wewnątrz mokrych, mogą być uchylone, lecz powinny być unieruchomione hakiem zarzutowym,
- kłonice wagonowe powinny być zabezpieczone przed wypadnięciem – kłonice stalowe posiadające łańcuchy powinny być powiązane łańcuchami,
- ładunek na wagonach niekrytych powinien być przepisowo załadowany, równomiernie rozmieszczony i umocowany zgodnie z wymogami,
- wagony bez ław pokrętnych załadowane prętami stalowymi na dwóch lub więcej wagonach, należy włączać o ile jest to możliwe na koniec pociągu towarowego o prędkości do 65 km/h,
- wagony z ławami pokrętnymi połączone samym ładunkiem lub rozworą albo wagonem pośrednim należy włączać na koniec pociągu o prędkości do 65 km/h,
- wagony spalinowe w stanie nieczynnym bez wagonów doczepnych lub z wagonami doczepnymi mogą być doprzęgane tylko do końca pociągu; na popychanie takich pociągów potrzebna jest zgoda zarządcy infrastruktury kolejowej, który podejmie decyzję, po ustaleniu możliwości popychania ze względu na rodzaj budowy wymienionego taboru,
- warunki przewozu towarów niebezpiecznych, ich podział oraz oznaczanie wagonów nalepkami określone są w:
  - regulaminie dla międzynarodowego przewozu kolejami towarów niebezpiecznych (RID),
  - załączniku nr 2 do umowy o międzynarodowej kolejowej komunikacji towarowej (SMGS),
- niebezpieczne materiały zapalne w wagonach otwartych powinny być przykryte oponami.